# Явное назначение типов
Явное назначение типов, или явная типизация — в программировании вид типизации, при котором в момент объявления переменной требуется явно указать ее тип. Противоположность явной типизации — неявная типизация, при которой эта задача перекладывается на транслятор языка. Например, если переменной X нужно присвоить целое число, для данной переменной нужно непосредственно при объявлении указать целочисленный тип.

## Примеры
Рассмотрим данный пример на языке C:
```
#
 
include
 
<stdio.h>

int
 
main
 
(
void
)
 
{

    
char
 
s
[]
 
=
 
"Test String"
;

    
float
 
x
 
=
 
0.0
;

    
int
 
y
 
=
 
0
;

    
printf
 
(
"Hello World
\n
"
)

    
return
 
0

}

```

В коде переменным s, x, y явно присвоены типы. Переменная s объявлена как массив символов, x — число с плавающей точкой, y имеет целочисленный тип. Типы устанавливаются на этапе компиляции; также во время компиляции происходит проверка ошибок, связанных с типами.